# Impatiens biluoxueshanensis
Impatiens biluoxueshanensis är en balsaminväxtart som beskrevs av S.Akiyama och S.K.Wu. Impatiens biluoxueshanensis ingår i släktet balsaminer, och familjen balsaminväxter. Inga underarter finns listade i Catalogue of Life.